# Giardia lamblia

Giardia levenscyclus

Giardia lamblia (G. duodenalis, G. intestinalis) is een eencellige die een parasitaire leefwijze vertoont. Giardia werd in 1681 voor het eerst beschreven door de microscopist Antonie van Leeuwenhoek.

## Levenscyclus
De levenscyclus van Giardia lamblia kent twee ontwikkelingsstadia: het stadium in de gastheer, een zoogdier, de trofozoïet en het stadium buiten de gastheer, de cyste.
Cysten zijn typerend ovaal van vorm en hebben vier haploïde kernen. Over de lengte is een axostyl aan te treffen. Cysten zijn zeer resistent en kunnen lang overleven in verscheidene milieus, zoals water.
De trofozoïet is 10-20μm lang en beschikt over twee haploïde kernen en 4 paren flagellen. Deze flagellen zorgen ervoor dat de trofozoïet zich actief kan voortbewegen. Kenmerkend is de zogenoemde traanachtige vorm. Deze is te herkennen door het anterieure gedeelte dat relatief bol en dik is en het posterieure gedeelte dat afloopt in een smalle punt. Aan de ventrale kant van het organisme kan men een zuignap waarnemen. Deze zuignap wordt door de parasiet gebruikt om zich aan de darmmucosa te hechten. De trofozoïet kan alleen voorkomen in een, voor de parasiet, gunstige omgeving (de darmen). Buiten de gastheer hebben trofozoïeten een geringe levensduur.
Het infectieuze stadium van Giardia is de cyste. De cysten van G. lamblia komen via de fecaal-orale route de gastheer binnen. Onder invloed van het zure milieu en andere factoren in de maag wordt het excysteringsproces in gang gezet, waarbij uit de cyste twee trofozoïeten (zichzelf voedende parasieten) vrijkomen. Dit proces vindt meestal plaats in het duodenum.
De ontstane trofozoïeten verplaatsen zich daarna verder het duodenum en jejunum in. De trofozoïet is de vegetatieve vorm en vermenigvuldigt zich ongeslachtelijk in het duodenum door middel van tweedeling. In het duodenum hechten de trofozoïeten zich aan de darmmucosa met hun zuignappen en veroorzaken daar symptomen zoals diarree en malabsorptie.
Onder invloed van galzouten kan een gedeelte van de trofozoïeten weer differentiëren tot cysten. Door dit encysteringsproces verliest het organisme zijn beweeglijkheid en worden de nieuw gevormde cysten afgevoerd met de feces. De cysten zijn onmiddellijk na uitscheiding infectieus. Ook trofozoïeten kunnen met de feces afgevoerd worden, door de verhoogde peristaltische bewegingen van de darm bij patiënten met gastro-intestinale klachten. Buiten de gastheer vormen de cysten weer een potentiële infectiebron voor een nieuwe gastheer en daarmee is de cyclus gesloten.

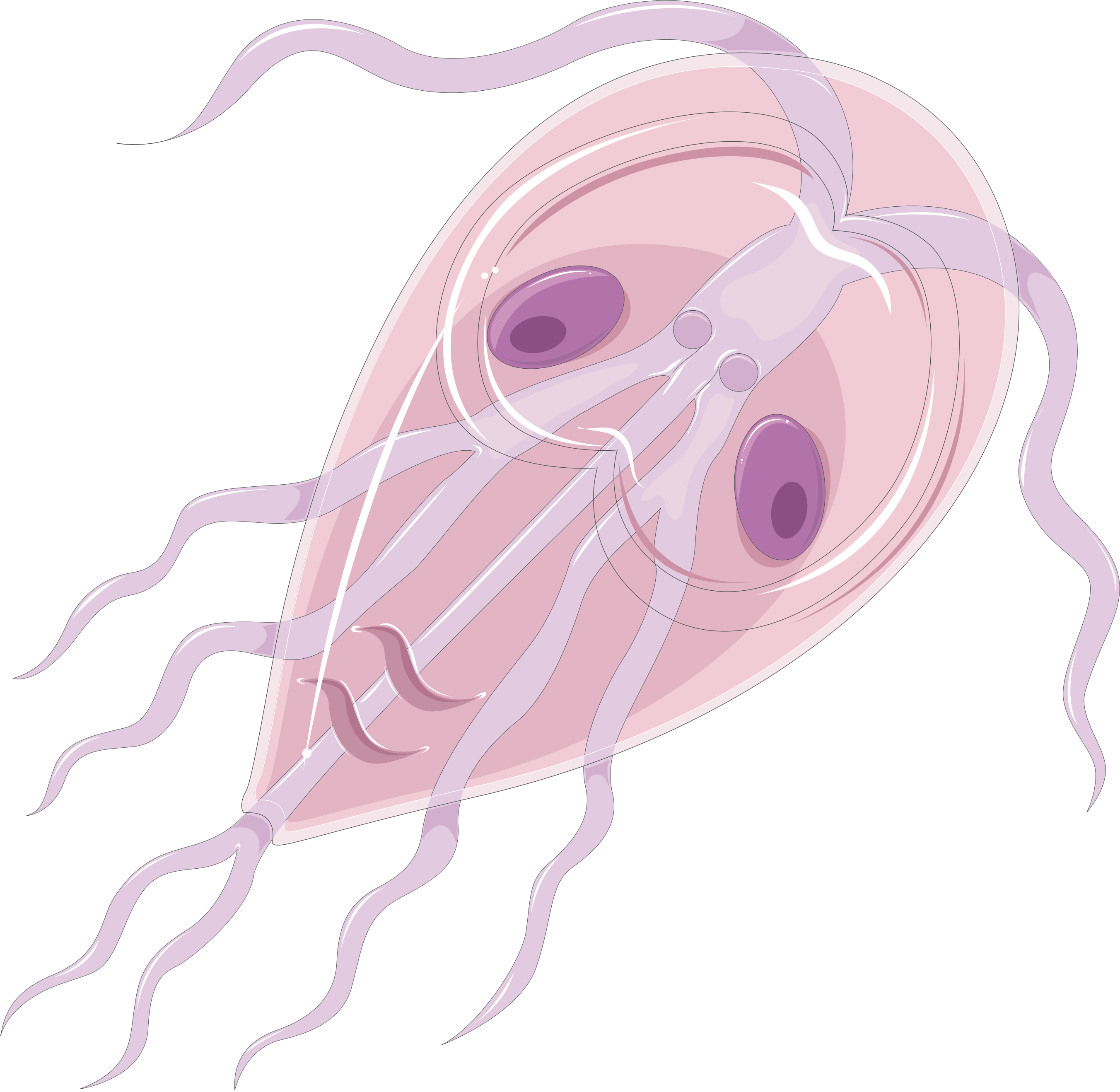
Trofozoïet
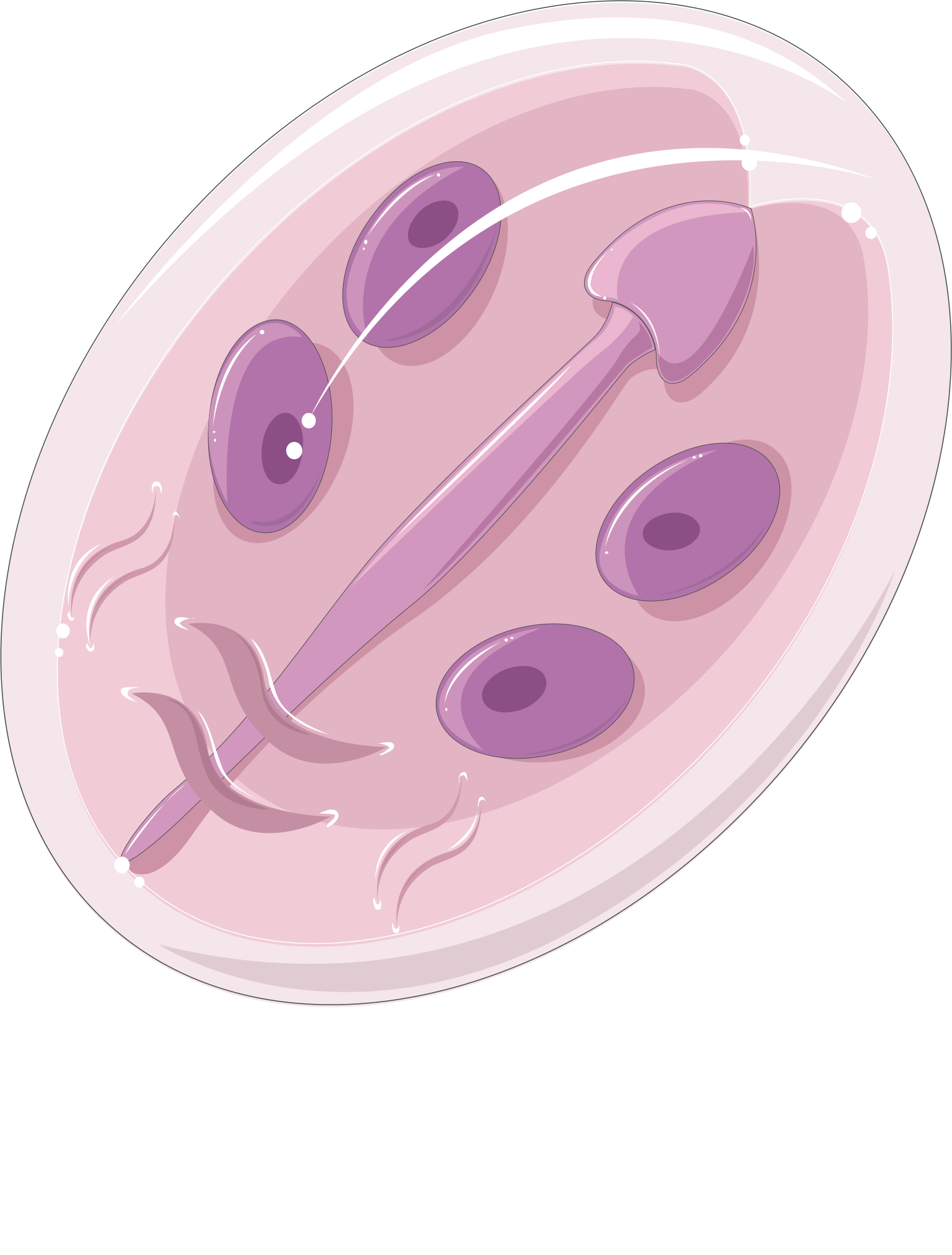
Cyst

## Ziekte
Giardia lamblia veroorzaakt o.a. bij de mens het ziektebeeld giardiasis en is een frequente oorzaak van reizigersdiarree. Deze komt wereldwijd voor en is zeer besmettelijk (weinig cysten nodig om gekoloniseerd te worden).
Preventie gebeurt via hygiënische en sanitaire maatregelen. Behandeling gebeurt met nitro-imidazole.